# Coll de l'Erola (Collserola)
|  | Per a altres significats, vegeu « Coll de l'Erola (Reiners)». |

El coll de l'Erola, anomenat antigament coll Cerola, és un coll de muntanya, a 396 metres sobre el nivell del mar, de la serra de Collserola, a la que li dona el nom. Fa de divisòria entre els vessants barceloní i vallesà, entre la muntanya del Tibidabo a l'oest i la serra d'Agudells a l'est. La carretera de la Rabassada, al km 5, travessa la serra per aquest coll, on hi ha la urbanització Vista Rica, amb el Centre d'Acollida els Llimoners des del 1995.

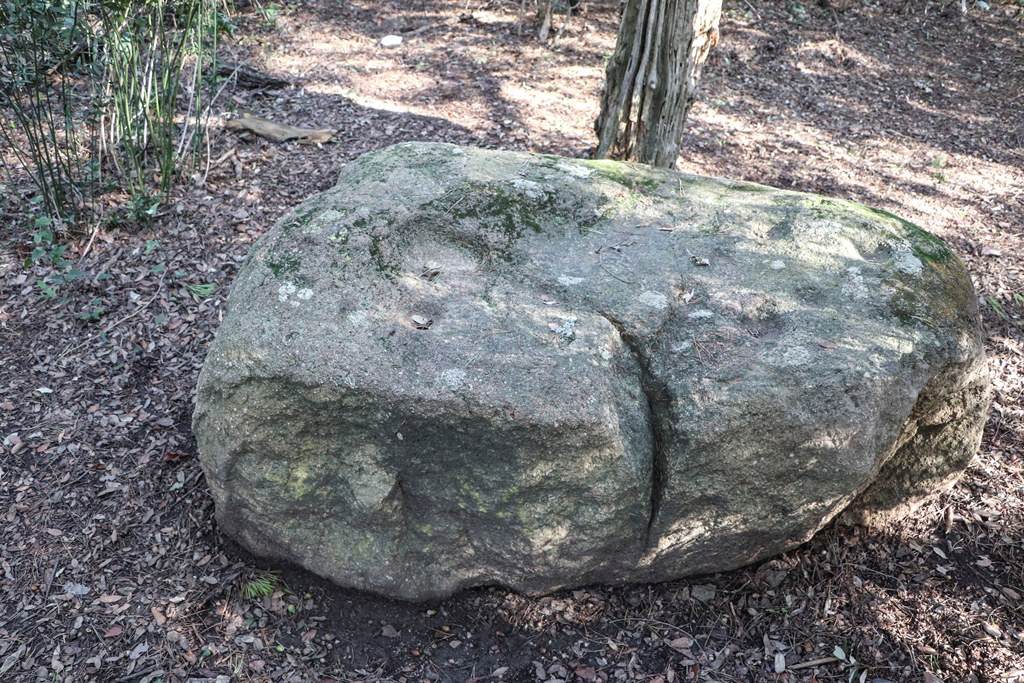
Inscultures Coll de l'Erola

Al coll hi ha una pedra amb inscultures. Es tracta d'un bloc de granit d'1,2 m de llargada i de forma rectangular on es poden apreciar cassoletes.

## Etimologia
El topònim coll de l'Erola prové del diminutiu d'era. Erola és un pla petit al cim d'una muntanya. Cerola o s'Erola és l'ús arcaic de l'article salat. Ja l'any 986 s'esmenta la 'serra que dicunt Cerola' (Cartulari de Sant Cugat I, 147); el 1054 'montes de ipsa erola' (Bast.-Bass., 150); el 1098 'monte de Cerola' (Cartulari de Sant Cugat, II, 429); el 1316 'col de Sarola' (Carreras Candi MiHiCa I, 119); el 1560 'serra de coll serola' (Llibre de les Fonts de Francesc Socies).